# Vrouwenakker
Vrouwenakker (52° 13′ N, 4° 47′ L) é uma vila dos Países Baixos, na província de Holanda do Sul. Vrouwenakker pertence ao município de Liemeer, e está situada a uma distância de 12 km ao sudeste de Hoofddorp.
A área de Vrouwenakker, que também inclui as partes periféricas da cidade, bem como a zona rural circundante, tem uma população estimada em 310 habitantes.